# Robbi Morgan
Robbi Morgan est une actrice américaine née le 19 juillet 1961.

## Filmographie

### Cinéma
- 1969 : Me, Natalie : Nathalie (7 ans)
- 1971 : What's the Matter with Helen? : Rosalie
- 1980 : Vendredi 13 : Annie
- 2015 : Dutch Hollow : Margie Shaw
- 2017 : The Sub (court-métrage) : Miss Gormley
- 2020 : Mark of the Rougarou (court-métrage) : Claudette
- 2023 : Pay Attention : Brandi Johnson

### Télévision
- 1982 : Les amours perdus (Téléfilm) : Jerry
- 1983 : L'Homme qui tombe à pic (série TV) (1 épisode) : Linda O'Hara
- 1984 : I Married a Centerfold (en) (Téléfilm) : Kitty Selver